# Acompsia antirrhinella
Acompsia antirrhinella is een vlinder uit de familie tastermotten (Gelechiidae). De wetenschappelijke naam is voor het eerst geldig gepubliceerd in 1866 door Millière.
De soort komt voor in Europa.